# Olympikus
Olympikus é uma marca brasileira de calçados, vestuário e acessórios esportivos fundada em 1975, sendo a maior marca esportiva do Brasil.
Foi patrocinadora oficial do Comitê Olímpico Brasileiro durante 12 anos; firmou, por 19 anos, uma parceria vitoriosa com a Confederação Brasileira de Vôlei; patrocinou clubes campeões como Flamengo (2009) e Cruzeiro (2012/2013).[carece de fontes?]
Hoje a marca aposta na corrida, sendo a marca esportiva oficial da Maratona de São Paulo, da Maratona de Porto Alegre e de diversos atletas. E está presente em toda a América do Sul e em mais de 12 mil pontos de venda no Brasil.

## História
A história da Olympikus inicia em 1975, quando surgiu o seu primeiro tênis: um dos primeiros modelos em couro do Brasil. Pouco tempo depois, as marcas esportivas internacionais começaram a entrar no Brasil e a Olympikus passou a disputar nos campos tecnológico, publicitário e mercadológico o espaço com estas empresas.
Na década de 1990 a marca se tornou patrocinadora de vários atletas e entidades. Nomes como Claudinei Quirino, Gustavo Borges, Vanderlei Cordeiro, Maureen Maggi, Gustavo Kuerten, Giba e Bernardinho se tornaram garotos-propaganda da Olympikus. Além disso, a Olympikus iniciou parceria com a Confederação Brasileira de Vôlei (1997), com a Confederação Brasileira de Atletismo (1999) e com o Comitê Olímpico Brasileiro (1999).
Em 1997, começou a patrocinar a Confederação Brasileira de Voleibol, fornecendo materiais para a Seleção Brasileira de Vôlei e patrocinando alguns atletas brasileiros de destaque na modalidade, como Bernardinho, Giba e Zé Roberto. Em 2007 a marca foi escolhida como uma das patrocinadoras oficiais dos Jogos Pan-Americanos no Rio de Janeiro. A Olympikus não só patrocinou o evento, como a delegação brasileira.
Já em 2009, a Olympikus deu os seus primeiros passos no futebol, se tornando a patrocinadora oficial do Flamengo, e também do Racing e Lanús, clubes da primeira divisão do futebol argentino, em 2014 patrocinou o Cruzeiro Esporte Clube.
Em 2019, a Olympikus entra de vez no mercado da corrida, com a criação do Corre 1, o seu melhor tênis de corrida até então. O grande trunfo foi escutar e dar protagonismo para os corredores. Foi a partir dessas conversas e de muito trabalho, que conseguiram criar um tênis adaptado ao biotipo do corredor brasileiro.
Em 2022, a Olympikus se estabelece de vez no mercado da corrida de alta performance. Nasceu a Família Corre, que conta com três modelos: Corre Grafeno, Corre 2, Corre Vento, que contemplam todos os tipos de treino e que agradam os mais diversos estilos de corredores, desde aqueles que gostam de leveza, amortecimento e conforto, até aqueles que estão em busca de alta performance.

## Atletas patrocinados
- Daniel Chaves: Atleta de elite e maratonista Olímpico. Conseguiu o índice para os Jogos de Tóquio em 2020 com a marca de 2h11 em Londres. Já correu pelo mundo inteiro e passou um tempo no Quênia aperfeiçoando a sua técnica. Em 2022 ele conquistou a vitória na prova dos 21km na Maratona de Porto Alegre.
- Wellington Cipó: Está entre os melhores maratonistas do país, com o tempo de 2h13min43s na Maratona de Berlim. Participou da criação do Corre 2 e foi dele a ideia do solado do produto ter o desenho do Rio São Francisco.
- Giovanni dos Santos: Faz parte da elite de maratonistas brasileiros e foi medalha de bronze nos Jogos Pan-americanos. Em 2022 ele conquistou o pódio na Maratona de SP.
- Jéssica Ladeira: Meia maratonista de ponta, é campeã Brasileira e Sul-americana de Cross Country. Também foi pódio nas Meias Maratonas do Rio 2021 e 2022. Campeã da Meia Maratona de POA em 2022.
- Raisa Marcelino: Maratonista que conquistou resultados expressivos em 2022, como os pódios nas maratonas de SP e POA.